# Ругунда, Рухакана
Рухакана Ругунда (англ. Ruhakana Rugunda; род. 7 ноября 1947, Кабале, Уганда) — угандийский государственный и политический деятель, премьер-министр Уганды с 18 сентября 2014 по 21 июня 2021 года.

## Биография

### Молодые годы и образование
Рукахана Ругунда родился 7 ноября 1947 года в Кабале в семье Норе и Соломона Ругунды. Учился в начальной школе в Рвезе, средней школе Кигези и Басога-колледже. Затем он окончил Медицинскую школу Университета Макерере и Университет Замбии, а позже — Калифорнийский университет в Беркли со степенью магистра в области общественного здравоохранения.

### Карьера
С 1975 по 1986 год Ругунда работал врачом: в Замбии (1975—1976), Институте ООН по Намибии, Лусаке, Замбии (1976—1977), педиатром в Центральном госпитале округа Колумбия в Вашингтоне в США (1978—1979), заместителем министра здравоохранения Уганды (1979—1980) и лектором в Медицинском учебном центре в Найроби (1981—1982), врачом отдела педиатрии Национального госпиталя Кениаты (1982—1984), в отделе тропической педиатрии Университетской больницы Швеции (1984—1985). В 1986 году он был назначен комиссаром животноводства, охоты и рыболовства, занимал пост министра здравоохранения (1986—1988), транспорта и связи (1988—1994), иностранных дел (1994—1996), информации (1996—1998), главы президентской администрации (1998—2001), министра воды, земли и окружающей среды (2001—2013), внутренних дел (2003—2009), информационно-коммуникационных технологий (2011—2013), а потом снова был назначен на пост министра здравоохранения. После принятия закона о гомосексуализме, Ругунда заявил, что «все люди, хоть они по сексуальной ориентации геи, находятся в полной свободе для получения полного лечения и полного доступа в врачам и медсестерам. И, кстати, медицинские работники будут верны этике сохранения конфиденциальности своих пациентов».
Кроме этого он был Председателем Совета управляющих Программы ООН по окружающей среде, с января 2009 до мая 2011 года занимал пост Постоянного представителя Уганды при Организации Объединённых Наций.

### Пост премьер-министра
18 сентября 2014 года президент Уганды Йовери Мусевени письмом спикеру парламента Ребекке Кадаге назначил Ругунду на пост премьер-министра страны вместо Амамы Мбабази, отправленного в отставку 18 сентября. Ругунда отметил, что «я благодарю Его Превосходительство за предоставленную мне ответственность. Я также благодарю Амаму Мбабази за очень хорошую работу в качестве премьер-министра. Я служил, и я готов служить. Моим приоритетом является укрепление достижений правительства и сосредоточение на реализации манифеста и всех правительственных, а также партийных программ, что приведет к трансформации Уганды». Мбабази в свою очередь сказал, что «я буду продолжать предлагать свои услуги моей стране в любом качестве. Я поздравил доктора Ругунду с его назначением. У меня нет сомнения, что он обладает способностью эффективно выполнять обязанности премьер-министра».
По некоторым данным, Мусевени собирается идти на ещё один президентский срок на выборах 2016 года, пробыв на этом посту уже 28 лет, а Мбабази мог ему помешать, так имел возможность стать ещё одной кандидатурой от правящего Движения национального сопротивления, генеральным секретарём которого он является. К тому же некоторые члены партии обвинили Мбабази в использовании своего положения для мобилизации поддержки своих президентских амбиций, сам Мусевени обвинял его принятии решений без совета с ним, а в 2012 году из помощи Уганде от стран-доноров куда-то пропало несколько миллионов долларов.

## Личная жизнь
Женат на Джоселин, четверо детей, трое внуков.